# Skirgaila
Skirgaila (latin : Schirgalo ; biélorusse : Скіргайла ; polonais : Skirgiełło, également connu sous le nom de Ivan/Iwan ; né vers 1353/1354 – mort le 11 janvier 1397 à Kiev ; baptisé dans la religion catholique en 1383/1384 sous le nom de Casimir) fut le régent du Grand-duché de Lituanie pour le compte de son frère Jogaila de 1386 à 1392.

## Biographie

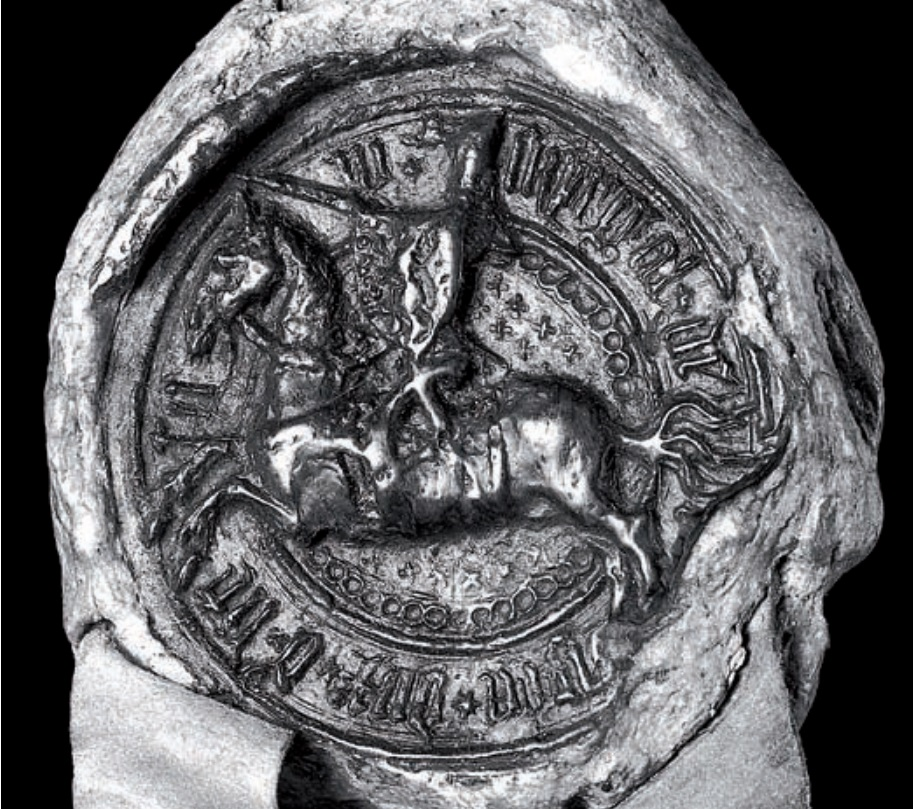
Sceau de Skirgaila, 1382

Skirgaila est le fils d'Algirdas, grand-duc de Lituanie, et de sa seconde épouse Juliana de Tver.
Après la mort de leur père en 1377, Jogaila, son frère aîné, devient le grand-duc. On estime que les conflits dynastiques qui éclatent entre lui, son oncle Kęstutis et son cousin Vytautas sont largement imputables à Skirgaila. Ce dernier se rend chez les chevaliers teutoniques en 1379, juste un an avant la signature du controversé traité de Dovydiškės (en). Skirgaila est l'un des principaux soutiens de son frère Jogaila et il l'aide à emprisonner Kęstutis et Vytautas dans le château de Krewo (en) lors de la guerre civile lituanienne (en). Plusieurs historiens pensent que la mort de Kęstutis après une semaine de captivité est en fait un assassinat commandité par Skirgaila. En récompense de cet acte, Skirgaila reçoit le duché de Trakai.
Lorsque Jogaila entreprend les démarches qui vont aboutir à l'union de Krewo, Skirgaila est actif dans les négociations et prend même la tête de la mission diplomatique dans le royaume de Pologne. Les pourparlers aboutissent et Jogaila épouse Hedwige de Pologne et est couronné roi de Pologne en 1386. Il laisse Skirgaila gouverner la Lituanie comme régent. Toutefois, Skirgaila est impopulaire et les nobles soutiennent Vytautas, qui voit l'opportunité d'obtenir le pouvoir. En 1389, il commence la guerre civile lituanienne de 1389-1392. Après son infructueuse attaque de Vilnius, il est contraint de réclamer l'aide de l'ordre Teutonique. En 1392, Jogaila et Vytautas signent l'accord d'Ostrów (en), et Vytautas devient le régent du Grand-duché de Lituanie. De ce fait, le duché de Trakai lui revient. Comme compensation, Skirgaila reçoit une partie de la Volhynie et Kiev à partir de 1395. Les circonstances qui entourent sa mort sont obscures. Selon la rumeur, il aurait été empoisonné à l'instigation de membres du haut clergé de l'Église orthodoxe. Il est inhumé à la Laure des Grottes de Kiev.

## Source de la traduction
- (en) Cet article est partiellement ou en totalité issu de l’article de Wikipédia en anglais intitulé « Skirgaila » (voir la liste des auteurs).